# Chukochenite
La chukochenite (simbolo IMA: Ckc) è un minerale molto raro appartenente alla famiglia degli "ossidi e idrossidi" con composizione chimica (Li0,5Al0,5)Al2O4.

## Etimologia e storia
L'equivalente sintetico della chukochenite, l'alluminato di litio (LiAl5O8), è noto fin dall'inizio del XX secolo e già nel 1935 Ernst Kordes dell'Università di Lipsia riportava indicazioni di una ridotta simmetria della struttura dello spinello di questo composto. Gli spinelli sono composti tecnicamente importanti e le loro interessanti proprietà magnetiche, elettriche e ottiche dipendono dalla distribuzione dei cationi nelle diverse posizioni del reticolo della struttura. L'alluminato di litio, ad esempio, mostra una forte luminescenza quando drogato con ioni di metalli di transizione. Pertanto, la struttura e l'ordine dei cationi e la riduzione associata della simmetria dell'alluminato di litio sono stati molto studiati. P.B. Braun dei "Philips Research Laboratories" di Eindhoven studiò la transizione di fase dalla struttura disordinata, cubica a facce centrate, alla struttura parzialmente ordinata con reticoli primitivi cubici e distribuzione ordinata di litio (Li+) e alluminio (Al3+) alle posizioni dell'ottaedro al di sotto di 1350 °C. Rustum Roy e R.K. Datta, che in seguito ricercarono sorgenti luminose per la "General Electric", descrissero lo stesso processo di ordinazione e osservarono altri modelli di distribuzione metastabili del litio nella struttura dello spinello.
Solo nel 2018 è stata descritta e riconosciuta una presenza naturale di questo composto come minerale. Gli scopritori chiamarono il nuovo minerale in onore del meteorologo, geologo e fondatore del "Dipartimento di Scienze della Terra" dell'Università di Zhejiang "Chu Kochen" (1890-1974). La chukochenite è l'unico alluminato di litio presente in natura e il primo spinello naturale con simmetria ortorombica.
La località tipo sono gli skarn dello Xianghualing nella provincia dello Hunan, nel sud della Repubblica Popolare Cinese.

## Classificazione
Essendo un minerale riconosciuto dall'Associazione Mineralogica Internazionale (IMA) nel 2018, la nona edizione della sistematica minerale di Strunz, aggiornata dall'IMA fino al 2009, non elenca la chukochenite, così come non lo fa la classificazione dei minerali secondo Dana.
La Classificazione Strunz-mindat, che è continuata dal database dei minerali "mindat.org", classifica la chukochenite nella classe "4. Ossidi (idrossidi, V[5,6] vanadati, arseniti, antimoniti, bismutiti, solfiti, seleniti, telluriti, iodati)" e lì nella sottoclasse "4.B Metallo:Ossigeno = 3:4 e simili"; questa è ulteriormente suddivisa in base alla dimensione relativa dei cationi coinvolti in modo che la chukochenite possa essere trovata nella sezione "4.BB Con soltanto cationi di media dimensione" dove forma il sistema nº 4.BB insieme a chenmingite, termaerogenite, elgoresyite, jianmuite, dellagiustaite, garpenbergite e magnéliite; non esiste un'ulteriore classificazione in un gruppo di minerali specifico.

## Chimica
La chukochenite pura ha la composizione chimica (Li0,5Al0,5)Al2O4. La composizione empirica del minerale della località tipo è:
{\displaystyle {\ce {[(Li_{0,355}Al_{0,138}Na_{0,005}Ca_{0,002})(Al_{0,145}Fe_{0,147}^{3+})Mg_{0,061}Zn_{0,058}Mn_{0,051}\Box _{0,037}Si_{0,001}]Al_{2}O_{4}}}}
Ciò corrisponde a un complesso cristallo misto di circa il 56% di chukochenite con il 14% di un ipotetico analogo Fe3+ della chukochenite, l'11% di maghemite-deltalumite e circa il 6% di spinello e gahnite e il 5% di galaxite.

## Abito cristallino
La chukochenite naturale cristallizza nel sistema ortorombico con il gruppo spaziale Imma (gruppo nº 74) e i parametri del reticolo a = 5,659(1) Å, b = 16,898(1) Å e c = 7,994(1) Å, oltre a 12 unità di formula per cella unitaria.
Le quattro diverse posizioni dell'ottaedro sono occupate da alluminio (Al3+) e litio (Li+) in rapporti diversi. Delle due diverse posizioni tetraedriche, una è occupata dall'alluminio e dal ferro (Fe3+) e l'altra dall'alluminio, i cationi bivalenti magnesio (Mg2+), zinco (Zn2+) e manganese (Mn2+) e un po' di ferro trivalente (Fe3+).
Gli equivalenti sintetici della chukochenite sono stati creati ad alte temperature e hanno simmetria cubica. Al di sopra di 1350 °C, il litio è distribuito uniformemente su tutte le posizioni dell'ottaedro e l'alluminato di litio si trova nella simmetria del gruppo spaziale Fd3m (gruppo nº 227). A temperature più basse, la simmetria diminuisce a quella del gruppo spaziale P432 (gruppo nº 207) ordinando gli ioni di litio e alluminio sulle posizioni ottaedrico.

## Proprietà ottiche
La chukochenite è fluorescente e assume colore rosso chiaro sotto luce ultravioletta a 253,7 nm e color verde chiaro a 365 nm.

## Origine e giacitura
La località tipo è l'unica presenza documentata di chukochenite. Nel giacimento di stagno-tungsteno-berillio-litio nella provincia dello Hunan, nel sud della Repubblica Popolare Cinese, il minerale si trova nelle rocce dello skarn di Xianghualing al contatto esterno del granito di Laiziling. La chukochenite si è formata qui nella fase tardiva dell'attività idrotermale a 270-290 °C e 30-60 MPa e si presenta come inclusione nella fluorite.
Altri minerali di accompagnamento sono la flogopite, crisoberillo, margarite, clorite, ferronigerite-2N1S e zinconigerite-2N1S.

## Forma in cui si presenta in natura
La chukochenite si presenta sotto forma di cristalli ottaedrici incolori di dimensioni fino a 0,2 mm. Il minerale è incolore con lucentezza vitrea.